# المديرية العامة للسجون (السعودية)
المديرية العامة للسجون السعودية أحد المؤسسات الأمنية بـ وزارة الداخلية السعودية. يتولى الجهاز تنظيم عمل السجون وحراستها وإدارتها.

## التاريخ
كانت السجون في المملكة العربية السعودية مرتبطة بإدارات الشرطة كواحدة من أقسامها المتعددة، وفي عام 1388 هـ صدرت الموافقة الملكية على إنشاء مصلحة عامة للسجون مستقلة عن الأمن العام، وفي عام 1398 هـ صدرت الموافقة السامية على نظام السجون والتوقيف، وفي العام نفسه صدر قرار وزير الداخلية القاضي بالموافقة على تشكيل الإدارة العامة للسجون واختصاصاتها وواجباتها. ظل الأمر على ماهو عليه حتى صدر قرار وزير الداخلية عام 1421 هـ القاضي بفصل الإدارة العامة للسجون عن الأمن العام لتصبح قطاعاً مستقلاً مرتبطاً بمساعد وزير الداخلية للشؤون الأمنية تحت اسم جديد هو المديرية العامة للسجون.
في 2017، أصدر وزير الداخلية الأمير عبد العزيز بن سعود بن نايف بن عبد العزيز يقضي بترقية اللواء محمد بن علي الأسمري استثنائياً، وتعيينه مديراً عاماً لقطاع السجون، خلفاً للواء إبراهيم الحمزي؛ الذي تمّ تعيينه مستشاراً في وزارة الداخلية، واستمر في علمه حتى وفاته في 28 ديسمبر 2020.

## أعمال الجهاز
- تحقيق التوعية الشاملة بأهداف السجون من خلال عمل البحوث والندوات والمحاضرات وإقامة المعارض الخاصة بنشاطات المديرية العامة للسجون وأعمال النزلاء وتسويق منتجاتهم. وإصدار نشرة شهرية دورية وطباعتها وتوزيعها والقيام بدراسات تطويرية للمديرية، وإعداد دراسات علمية لأي ظاهرة بالسجون ولوضع الحلول المناسبة لها وغير ذلك من برامج التوعية.
- نشر التوعية الدينية والأخلاق الفاضلة بين النزلاء من خلال ما يقدم من برامج بهذا الخصوص.
- محو الأمية لدى النزلاء ومواصلة تعليمهم بالتنسيق مع الجهات ذات العلاقة.
- تشغيل النزلاء في المؤسسات والمصالح الحكومية ومشاريع القطاع الخاص داخل السجون وخارجها وفق ضوابط محدده، وكيفية تفعيل ذلك.
- الاهتمام بالتعليم الفني والتدريب المهني بإعداد الخطط والبرامج والدورات المهنية في مراكز التدريب المهني بالسجون، وذلك بالتنسيق مع المؤسسة العامة للتعليم الفني والتدريب المهني وتجهيز مراكز التدريب بالسجون.
- رعاية السجناء اجتماعياً ونفسياً بتوفير الأخصائيين والتعاون مع الجهات الحكومية والأهلية بذلك الخصوص.
- معالجة كل ما يتعلق بقضايا السجناء وتنفيذ الأحكام الصادرة بحقهم، و كذلك أوامر العفو والإطلاق.
- تبني مفهوم التنمية الإدارية الشاملة للمديرية العامة للسجون من خلال نشر الوعي التخطيطي لدى العاملين بالمديرية وتطوير أساليب العمل مع المتغيرات والمستجدات، وإقامة الندوات والمؤتمرات واللقاءات التي تزيد من مخزون العاملين الثقافي والديني والمهني.
- الاهتمام بالبنية التحتية للمديرية العامة للسجون وإدارات سجون المناطق والسجون والإصلاحيات.

## احصاءات
- بلغ عدد السجناء في السجون السعودية عام 1429 هـ 3.962 سجين.[3]
- بلغ عدد المصانع المنتجة في السجون السعودية عام 1430 هـ 11 مصنعًا، يعمل فيها 243 سجين.[4]
- بلغ عدد المدارس التي تفتح أبوابها للسجناء في السجون السعودية عام 1429 هـ 127 مدرسة، يدرس فيها 3.627 طالب.[5]

## سجون النساء
يتم استقبال السجينة بمذكرة توقيف من جهة التوقيف سواء النيابة العامة أو الشرطة أو الوافدين، وتودع أماناتها في مكتب الأمانات بعد تفتيشها، ثم إيقافها في جناح التوقيف وإجراء التحاليل اللازمة من ثم التحقيق معها من قبل جهة التوقيف.
يضم مقر السجن مركز للوعظ والإرشاد ومستوصف يعمل على مدار الساعة، وتقدم المديرية العامة للسجون الرعاية الاجتماعية والنفسية للنزيلات حيث يوجد باحثة اجتماعية مسؤولة عن كل جناح من أجنحة السجن.

## المراكز التأهيلية التخصصية
تبدأ الرعاية المصاحبة داخل السجون من لحظة القبض على المتهم وتتضمن رعايته ورعاية أسرته، وإرشاده وتوجيهه وتهذيب سلوكه، كما قامت السجون مؤخرا بطرح برامج تأهيلية للنزلاء كالآتي:
1. مركز ثقة: وهو برنامج مخصص للنزلاء قبل الإفراج تكثف لهم البرامج النفسية والاجتماعية والمهنية لضمان اندماجهم في المجتمع وعدم تعثرهم.
2. مركز إشراقة: وهو برنامج مخصص لعلاج الإدمان للنزلاء وفق أساليب علمية للعلاج وتقدم إدارة السجون هذه الخدمة دون أي أعباء مالية على السجناء.
3. مركز فجر: وهو يستهدف النزلاء السابقة الأولى في مكان مخصص لهم لضمان معالجة الصدمة وعزلهم عن أرباب السوابق.

ومن ثم يأتي دور الرعاية اللاحقة، والتي تتولاها الإدارة العامة للرعاية اللاحقة التابعة لوزارة العمل والتنمية الاجتماعية، وتعمل على تدريب السجناء على الحرف والمهن المناسبة تمهيدا لإلحاقهم بالأعمال التي تتلاءم مع مؤهلات وقدرات كل منهم بعد الإفراج مباشرة، والمساعدة في إعادة دمجهم في المجتمع من خلال إيجاد العمل المناسب، وتوفير المعونات التي يحتاجها السجين قبل الإفراج عنه.